# Södermanlands runinskrifter 47
Södermanlands runinskrifter 47 är en vikingatida runsten i ett röse i Nykyrka socken i Nyköpings kommun i Södermanland. Runstenen har ett konstfullt kors på baksidan, men ingen ornamentik på runsidan. Stenen är 1,4 meter hög, 30 till 70 centimeter bred och 30 centimeter tjock.

## Inskriften

Translitterering av runraden:
...(ʀ)-kʀ : kiarþi : kuml : þat:si : eftiʀ : osmunt : sun : sin + han : is : krafin : o · ku... <rauʀ> : <uart/fart> : at : ryʀ:iks : sun
Normalisering till runsvenska:
[Hrø]ʀ[i]kʀ giærði kumbl þatsi æftiʀ Asmund, sun sinn. Hann es grafinn a Gu[tlandi]/ku[mbli] rauʀ uart/fart at Hrøʀiks sun.
Översättning till nusvenska:
Rörik gjorde detta minnesmärke efter Asmund, sin son. Han är begraven i kyrkan. Röset hopfört efter Röriks son.